# Lionel Zouma
Lionel Zouma (* 10. September 1993 in Lyon) ist ein französischer Fußballspieler. Der Abwehrspieler ist auch Staatsangehöriger der Zentralafrikanischen Republik.

## Karriere
Lionel Zouma spielte bis 2007 für den FC Vaulx-en-Velin und wechselte dann zum Erstligisten FC Sochaux. Anfangs durchlief er dort die Jugendmannschaften, im Jahr 2010 wurde er zur zweiten Mannschaft des Vereins geholt, seit 2011 spielt er außerdem für die erste Mannschaft. Sein Profidebüt gab er am 16. Oktober 2011 bei einer 3:0-Niederlage beim FC Valenciennes, als er für Carlão eingewechselt wurde. Zwei Wochen zuvor war er zum ersten Mal im Kader gestanden. Zouma machte während dieser Saison insgesamt fünf Spiele, drei Mal über die kompletten 90 Minuten. In der Saison 2012/13 absolvierte er wettbewerbsübergreifend zwei Spiele. Zur Spielzeit 2013/14 wurde er endgültig in den Kader der ersten Mannschaft berufen. 2016 folgte der Wechsel zum griechischen Erstligisten Asteras Tripolis. Im Sommer 2018 wechselte Lionel Zouma zu FC Bourg-Péronnas.
Zouma lief bislang einmal für die französische Nationalmannschaft auf, am 25. Mai 2012 für die U-19-Mannschaft gegen Tschechien. 2017 wurde er erstmals in den Kader der Zentralafrikanischen Nationalmannschaft berufen.

## Privatleben
Sein etwa ein Jahr jüngerer Bruder Kurt Zouma ist ebenfalls Profi.